# Усолка (приток Белой)
Усо́лка (баш. Тоҙлойылға, Көгөш) — река в России, протекает в Республике Башкортостан, правый приток реки Белой. Берёт начало на западном склоне хребта Такаты, в 1,5 км к северу от горы Аюлы. Протекает с юго-востока на северо-запад по территории Гафурийского района и впадает в р. Белая в 669 км от её устья. Длина — 55 км, площадь водосборного бассейна — 380 км².
Питание преимущественно снеговое. Среднегодовой расход воды в устье — 3,1 м³/с.
Рельеф низкогорный, территория закарстована. Ландшафты в верховьях представлены широколиственными лесами на серых лесных почвах, в низовьях — луговыми степями на оподзолённых чернозёмах. Распаханность бассейна в низовьях около 35 %.
Притоки: правые — Юрмаш, Ламьян; левые — Тюлькас и др. В бассейне Усолки находятся Красноусольские минеральные источники. В междуречье Раузяка и Усолки находятся горные вершины Саитбашмак (631 м), Улутау, Уртамурун.

## Название
Башкирское название Тоҙлойылға в переводе означает «солёная река»; русское название также отражает это качество реки. Также известна под названием Кугуш (баш. Көгөш).

## Данные водного реестра
По данным государственного водного реестра России относится к Камскому бассейновому округу, водохозяйственный участок реки — Белая от города Стерлитамак до водомерного поста у села Охлебинино, без реки Сим, речной подбассейн реки — Белая. Речной бассейн реки — Кама.
Код объекта в государственном водном реестре — 10010200712111100018593.